# Nils Edward Björkman
Nils Edward Björkman, född 28 juni 1855 i Järstorps socken, Jönköpings län, död 8 januari 1926 i Engelbrekts församling, Stockholm, var en svensk köpman och konstsamlare.
Björkman flyttade redan 1877 till Paris, där han kom att representera flera svenska storindustriella företag. Vid sidan av denna sin verksamhet sammanbragte han en omfattande konstsamling av måleri, skulptur och konstslöjd, till en del av medeltida ursprung. Tillsammans utgörande 1 602 nummer, skänktes samlingen 1926 till Nationalmuseum genom Föreningen Nationalmusei vänner. Samlingen har delvis deponerats i Björkmans födelsestad Jönköping. 
Björkman var ogift. Han är begravd på Norra begravningsplatsen utanför Stockholm.